# Cortodera pseudomophlus
Cortodera pseudomophlus — жук из семейства усачей, подсемейства усачики.

## Описание
Самка этого вида по внешнему виду напоминает жуков-пыльцеедов из рода Omophlus (Alleculidae). Бока переднеспинки с зачаточным бугорком, её диск с блестящей продольной полоской. Виски не короче глаз, параллельные, задние углы почти прямые. Тело чёрное, голени и лапки нередко буроватые или с красноватым оттенком. Надкрылья широкие, буро-жёлтые, красно-жёлтые или у самца - чёрные.
Длина 11-15 мм.
Время лёта взрослого жука — июнь.

## Распространение
Распространён в Южном Закавказье, а именно в Армении, Талышских горах и Северном Иране.

## Экология и местообитания
Жизненный цикл вида длится от одного, возможно, до двух лет. Кормовые растения неизвестны.